# Powiat Beuthen-Tarnowitz
Powiat Beuthen-Tarnowitz (niem. Kreis Beuthen-Tarnowitz, pol. powiat bytomsko-tarnogórski) – niemiecki powiat istniejący w okresie od 1927 do 1945 r. na terenie Śląska.
Powiat powstał w 1927 r. poprzez połączenie szczątkowego powiatu Tarnowitz z pozostałościami powiatu Beuthen w powiat Beuthen-Tarnowitz z siedzibą w Bytomiu. Po podboju Polski przez Niemcy, niemieckie władze okupacyjne utworzyły na terenie polskiego powiatu tarnogórskiego powiat Tarnowitz przyporządkowany do nowej rejencji katowickiej, a powiat Beuthen-Tarnowitz przesunięto z rejencji opolskiej do katowickiej i zarządzanie nim powierzono władzom powiatu Tarnowitz. W 1941 r. zaś powiat Tarnowitz włączono do powiatu Beuthen-Tarnowitz. W 1945 r. tereny Śląska zajęła Armia Czerwona i przeszły one pod administrację polską.